# پرواز شماره ۱۵۱ پان امریکن
پرواز شماره ۱۵۱ پان امریکن (به انگلیسی: Pan Am Flight 151) یک پرواز شرکت پان امریکن ورلد ایرویز از ژوهانسبورگ به مقصد نیویورک بود که در آن ۳۱ مسافر و ۹ خدمه حضور داشتند، در تاریخ ۲۲ ژوئن ۱۹۵۱ در بونگ، لیبریا دچار سانحه شد و ۴۰ نفر جان باختند.